# Teun Koolhaas
 (mai 2021).
Si vous disposez d'ouvrages ou d'articles de référence ou si vous connaissez des sites web de qualité traitant du thème abordé ici, merci de compléter l'article en donnant les références utiles à sa vérifiabilité et en les liant à la section « Notes et références ».
Pour les articles homonymes, voir Koolhaas.
Teun Koolhaas, né le 7 janvier 1940 à Singapour et mort le 3 octobre 2007 à Amsterdam, est un architecte-urbaniste néerlandais, cousin de Rem Koolhaas et petit-fils de Dirk Roosenburg. 

## Biographie
Si Rem Koolhaas est l'architecte des projets délirants et provocateurs tels que les ouvrages Fuck the Context et New York Délire, Teun est un urbaniste académique formé par Gerrit Rietveld et Cornelis van Eesteren. Cette formation à l'université polytechnique de Delft lui permet d'avoir de solides bases en urbanisme. Il étudie également au MIT et à Harvard. 
Il réalise de nombreux projets de villes, dont Almere. Il est l'un des principaux architectes du plan Delta. Il collabore avec son cousin Rem et avec Luigi Snozzi à la réalisation du plan pour l'aménagement des Pays-Bas entre 2000 et 2004.
Au début des années 2000, il doit ralentir sa carrière à cause de la maladie qui l'emportera finalement en 2007. 

## Distinctions et réalisations
- Grand prix international d'urbanisme et d'architecture, Cannes, 1970
- Aménagement de la ville d'Alemere
- Aménagement d'un quartier de Berlin